# Średniowieczna ręczna broń palna

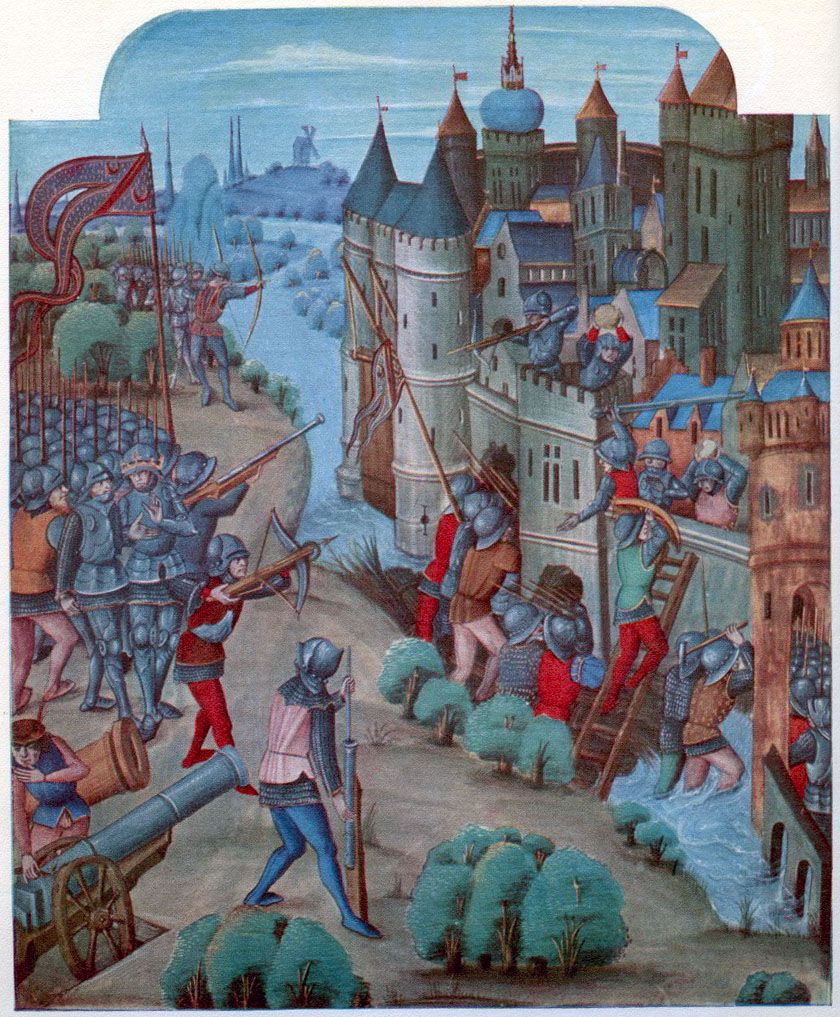
Oblężenie zamku w XV wieku. Wśród oblegających widoczni są strzelcy z bronią palną: jeden w momencie ładowania, drugi w momencie oddawania strzału

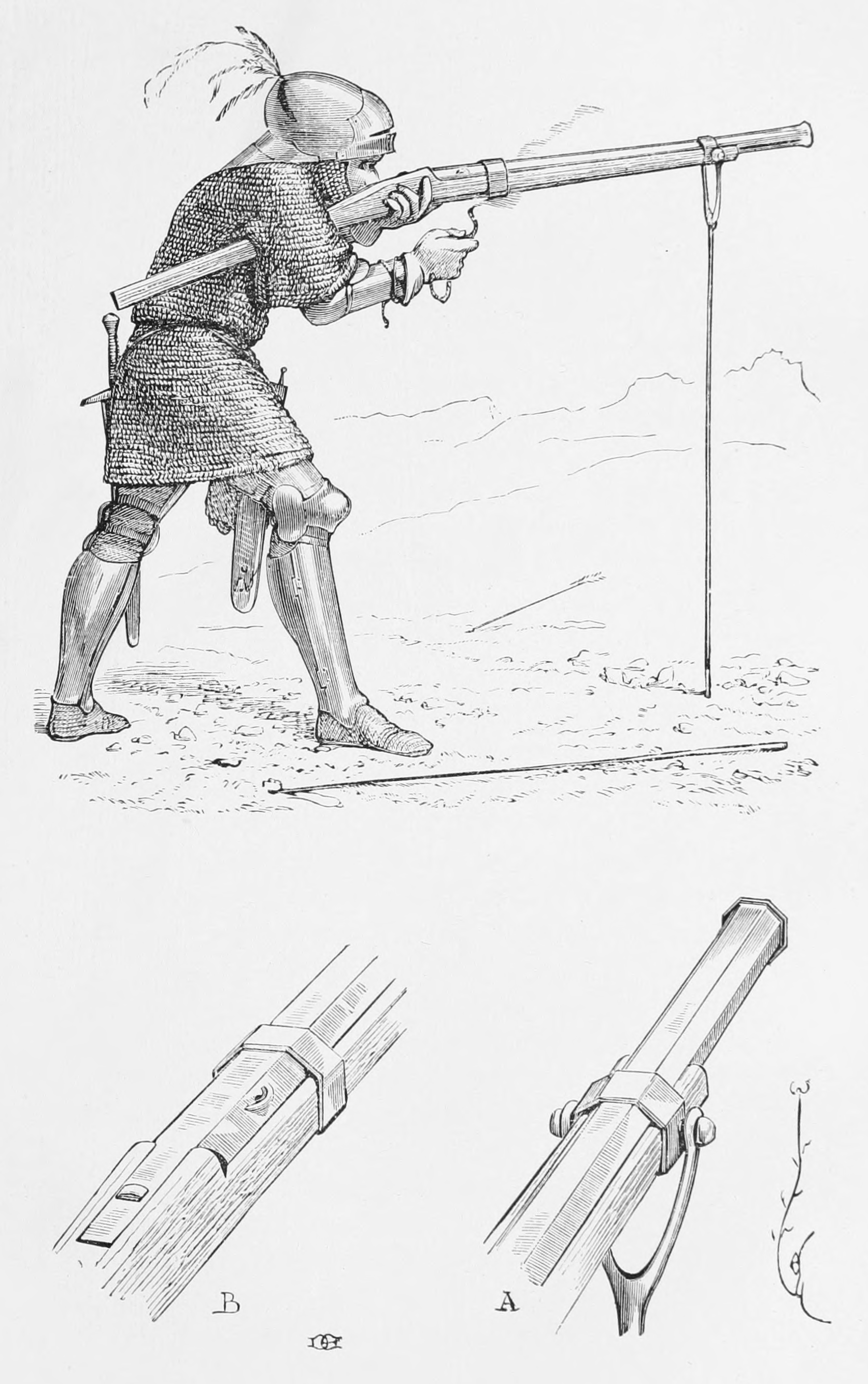
Odpalanie ręcznej średniowiecznej broni palnej

Na kontynencie europejskim w okresie średniowiecza równolegle z ewolucją artylerii nastąpił rozwój ręcznej broni palnej, czego świadectwem są pisemne przekazy, ikonografia i zachowane wczesne oryginalne egzemplarze takowej broni. W pierwszej połowie XV wieku ręczna broń palna była powszechnie stosowana na wielu europejskich polach bitew. W kronice włoskiego miasta Perugii znajduje się informacja z tego okresu, mówiąca o „wykonaniu pięćdziesięciu bombard długości dłoni, które noszone są w ręce, są piękne i przebijają każdą broń”. 

## Budowa
Krótką lufę wykonaną z żelaza lub spiżu, osadzano na ociosanym klocu drewna, który jednak nie był kolbą. Kaliber lufy wynosił od 15 do 25 milimetrów a długość od 25 do 50 centymetrów. Proch czarny i kulę kamienną, ołowianą lub żelazną, wprowadzano poprzez wylot lufy; aby wystrzelić przykładano lont, rozgrzany pręt lub hubkę do otworu zapałowego, który bezpośrednio łączył się z komorą prochową wewnątrz lufy. Otwory zapałowe umieszczano początkowo na grzbietowej części lufy, co utrudniało celowanie, dlatego po pewnym czasie otwory zaczęto umiejscawiać z boku, dzięki czemu w momencie strzału płomień dobywający się z wnętrza nie zasłaniał linii celowania. Strzelanie z takiej broni, w Polsce zwanej puszkami, nie było łatwe, z powodu niewygodnego trzymania, celowania i silnego odrzutu przez brak kolby. W celu zniwelowania odrzutu lufy zaczęto wyposażać w mocowane od spodu haki, dzięki czemu broń, zwaną teraz hakownicą, można było oprzeć o stabilną podstawę niwelującą skutki odrzutu.

## Zastosowanie
Podstawą dla takiej broni były mury miejskie, ściany wozu taborowego lub krawędź największych pawęży szturmowych. Ostrzał prowadzony z wielu luf zza dobrze umocnionych pozycji (w tym wozów taborowych) wpływał frustrująco na przeciwnika, zwłaszcza pozbawionego wsparcia własnych strzelców. Powodzenie ostrzału zależało od umiejętnego wykorzystania nowej wówczas ręcznej broni palnej i zdolności do współdziałania z innymi formacjami. Mistrzostwo w tym osiągnęli czescy husyci (wojny husyckie w latach 1419–1434), dlatego z ich doświadczeń korzystano wówczas w całej Europie. 
Ręczna broń palna była w okresie średniowiecza jeszcze bardzo niedoskonała i rzadko odgrywała podczas bitew rolę decydującą. Powodem były słabej jakości lufy, długotrwały proces ładowania i niewielka celność, więc straty ponoszone od ognia hakownic, lekkich rusznic lub puszek były minimalne. Z tych powodów większym powodzeniem u ówczesnych żołnierzy cieszył się łuk i kusza, które były celniejsze i bardziej szybkostrzelne, a w przypadku kuszy z naciągiem korbowym, o zbliżonej sile rażenia. 

## Zamek lontowy
Potrzeba ręcznego podawania ognia do otworu zapałowego stanowiła dość poważny problem, dlatego też doniosłym wydarzeniem było wynalezienie w połowie XV wieku zamka lontowego (pierwszego w dziejach broni palnej) i jak dotąd, najdłużej bojowo używanego w historii, bo aż do pierwszej połowy XVIII wieku. Pierwszy jego typ był bardzo prymitywny: sztabka w kształcie litery „S” przytwierdzona osiowo do boku łoża jednym końcem przytrzymywała lont (włókna lniane nasycone rozczynem octanu ołowiu), drugi koniec był spustem. Odtąd strzelec mógł skoncentrować się na celowaniu do przeciwnika, obiema rękami pewnie trzymając broń.